# Swinford (Oxfordshire)
Swinford – wieś w Anglii, w hrabstwie Oxfordshire, w dystrykcie Vale of White Horse. Leży 8 km na zachód od Oksfordu i 90 km na zachód od Londynu. 
W okolicy znajduje się Swinford Toll Bridge.